# Proof of authority
Proof of Authority (PoA) — це алгоритм, що використовується в блокчейнами і забезпечує відносно швидкі транзакції через механізм консенсусу, заснований на ідентичності як ставці. Найвідомішими платформами, що використовують PoA, є VeChain, Bitgert, Palm Network та Xodex.

## Proof-of-authority
У мережах, заснованих на PoA, транзакції та блоки перевіряються затвердженими обліковими записами, відомими як валідатори. Валідатори запускають програмне забезпечення, яке дозволяє їм розміщувати транзакції в блоках. Процес автоматизований і не вимагає постійного контролю з боку валідаторів. Однак він вимагає підтримки комп'ютера (вузла авторитету) у безпечному стані. Цей термін був введений Гевіном Вудом, співзасновником Ethereum і Parity Technologies.
У PoA учасники отримують право стати валідаторами, тому вони зацікавлені у збереженні своєї позиції. Оскільки їхня ідентичність прив'язана до репутації, валідатори мають мотивацію підтримувати чесний процес транзакцій, щоб уникнути негативної репутації. Це вважається більш надійним механізмом, ніж [[Proof of Stake (PoS). У PoS, навіть якщо дві сторони мають однакову ставку, система не враховує загальні активи кожної сторони, що може призвести до дисбалансу стимулів. У PoA жоден валідатор не може затверджувати блоки підряд, що зменшує ризик серйозної шкоди, але водночас централізує його у вузлі авторитету.[джерело?]
PoA підходить як для приватних мереж, так і для публічних, таких як POA Network або Eurus, де довіра розподілена.[джерело?]